# Virginia Slims Championships 1983
Il  Virginia Slims Championships 1983 è stato un torneo di tennis femminile che si è giocato al Madison Square Garden di New York negli USA dal 23 al 27 marzo su campi in sintetico indoor. È stata la 12ª edizione del torneo di fine anno di singolare, l'8a del torneo di doppio.

## Campionesse

### Singolare
Martina Navrátilová ha battuto in finale  Chris Evert-Lloyd con il punteggio di 6–2, 6–0

### Doppio
Martina Navrátilová /  Pam Shriver hanno battuto in finale  Claudia Kohde Kilsch /  Eva Pfaff con il punteggio di 7–5, 6–2